# Frank Nelson Cole
Frank Nelson Cole (Ashland, 20 de setembro de 1861 — Nova Iorque, 26 de maio de 1926) foi um matemático estadunidense.
Estudou na Universidade Harvard, onde foi professor de matemática de 1885 a 1887.
O Prêmio Cole da American Mathematical Society foi estabelecido em sua homenagem.